# Цытович, Иннокентий Васильевич
Иннокентий Васильевич Цытович (15 сентября 1877, Иркутская губерния — 1917 или октябрь 1918, Сибирь или Рождественская, Кубанская область) — русский полковник. Герой Первой мировой войны.

## Биография
Родился 15 сентября 1877 года. Из дворян Могилёвской губернии. Уроженец Иркутской губернии. Православный.
В 1897 году окончил Сибирский кадетский корпус. В 1899 году после окончания Константиновского артиллерийского училища по 1-му разряду произведён в подпоручики и был выпущен в Восточно-Сибирский стрелковый артиллерийский дивизион.
Участник похода в Китай (1900—1901). Награжден серебряной медалью за поход в Китай.
Участник Русско-японской войны. Награждён Аннинским оружием «За храбрость» (орден Св. Анны 4-й степени), орденом Святого Станислава 3-й степени с мечами и бантом, орденом Святого Станислава 2-й степени, орденом Св. Анны 3-й степени с мечами и бантом, темно-бронзовой медалью в память русско-японской войны.
На 1 января 1909 года штабс-капитан 1-й Восточно-Сибирской стрелковой артиллерийской бригады.

## Первая Мировая война
С 1914 года участник Первой мировой войны, капитан 7-й Сибирской артиллерийской бригады. 4 июня 1915 года «за отличия в делах против неприятельской армии» был пожалован орденом Святого Владимира 4 степени с мечами и бантом. С 1916 года числился по полевой лёгкой артиллерии и состоял в резерве чинов при штабе Петербургского военного округа. 25 апреля 1916 года «за отличия в делах против неприятельской армии» был пожалован орденом Святой Анны 2 степени с мечами. С декабря 1916 года командир 1-й батареи 115-й артиллерийской бригады.
4 марта 1917 года Приказом по Армии и Флоту утверждённом 17 февраля 1917 года И. В. Цытович за храбрость был награждён Орденом Святого Георгия IV степени:
За то, что, в бою 26 января 1915 года под городом Иоганисбургом состоя в рядах 7-й Сибирской артиллерийской  бригады и командуя взводом 1-й батареи этой последней бригады, по приказанию начальника боевого участка, выдвинул взвод на линию окопов 28-го Сибирского стрелкового полка и стал на открытой позиции несмотря на подавляющий огонь неприятельской артиллерии и пехоты, огнём своего взвода рассеял две колонны пехоты и два эскадрона конницы, намеревавшихся обойти наш левый фланг, а при дальнейшем развитии боя отбил четыре атаки немцев, привлёк к себе их огонь и тем дал возможность перекинуть две роты на левый фланг позиции, которому угрожал обход неприятеля
Участник Гражданской войны, полковник. Есть две версии его смерти. По одной версии он умер в большевистской тюрьме в конце 1917 года в Сибири, по другой версии И. В. Цытович погиб в октябре 1918 года, в бою в станице Рождественская (ныне Изобильненский район Ставропольского края).

## Семья
Был женат на Евпраксии Дмитриевне Газис. Имел детей: дочь Марию (род 1902), сыновей Василия (1904), Павла (1907) и Георгия (1916).
Стрелок, красноармеец Василий Инокентьевич Цытович пропал без вести в сентябре 1941 года. Был призван Сталинским РВК г. Одессы УССР в РККА 22 июня 1941 года добровольцем. Мать — Цытович Ефросинья Дмитриевна. Беспартийный. Проживал на улице Воровского д. 5.
Стрелок, красноармеец Георгий Инокентьевич Цытович пропал без вести в сентябре 1941 года. Был призван Сталинским РВК г. Одессы УССР в РККА 15 ноября 1938 года. Мать — Цытович Ефросинья Дмитриевна. Беспартийный. Проживал на улице Воровского д. 5.